# Endodoncija
Endodoncija je grana stomatologije koja se bavi prevencijom, dijagnozom i terapijom patoloških procesa u zubnoj pulpi i posljedicama tih procesa u okolnim i udaljenim tkivima. Zubna pulpa je meko vezivno tkivo koje se nalazi unutar zuba, a okruženo je dentinom. Zubu daje vitalnost opskrbljujući ga osjetnim živcima i krvnim žilama.
Kod upaljene ili odumrle zubne pulpe, zub se može sačuvati tako što se upaljeno ili odumrlo meko tkivo iz endodontske šupljine izvadi specijalnim ručnim ili strojnim endodontskim instrumentima, korijenski kanali očiste, dezinficiraju koliko je moguće, prošire i ispune biološki prihvatljivim matrijalom. Ako se u prvom pokušaju ne uspije u potpunosti očistiti endodontski prostor ili pacijent ima simptome kao je što je spontana bol, bol na zagriz ili pritisak, oteklina, fistula i/ili se uočavaju posljedice upale (osteoliza) na roentgenskoj snimci, postoji mogućnost endodontske revizije - vađenja prvog punjenja i izrade novog. Treća mogućnost, kad se klasičnom endodoncijom ne može posići cilj, je kirurška resekcija vrha korijena zuba.